# 2021. januári szíriai rakétatámadások
2021. január 13-án az Izraeli Légierő egy sor rakétatámadást hajtott végre Iránhoz köthető helyszínek ellen Szíria Dajr ez-Zaur kormányzóságában 2021. január 13-án. Izraeli jelentések szerint 57 ember halt meg. Iráni jelentések megerősítették a légi csapásokat, de azt mondták, csak a szíriai hadsereg állásait érte találat. Izrael kilenc nappal később légi támadást intézett Hamá ellen is. Itt a szíriai állami média szerint egy négyfős családot öltek meg, köztük két gyermeket is.

## Légi támadások
A SANA szíriai állami hírügynökség szerint Dajr ez-Zaur városa és al-Bukamal régió ellen délután 13:10-kor légiu támadást indítottak. A támadás eredeti célpontjai fegyver raktárak és a Fatimid Brigade dandár kezén lévő állások voltak. Az SOHR megerpősítette, hogy a területet 18 légi támadás érte. Az első jelentések 23 ember haláláról és 30 megsebesüléséről szóltak. A nap folyamán a halottak számát 57-re emelték, akik között volt 14 kormánypárti katona, 16 iraki milicista és 11 iráni támogatású harcos. Az izraeli légicsapások Dajr ez-Zaurban és Mayadinban is megsemmisítettek fegyverraktárokat és központokat is. Eközben támadták al-Bukamal katonai posztjait és lőszerraktárjait.
A megemelkedett mutatókkal ez volt a legvéresebb támadása az Izraeli Légierőnek Kelet-Szíriában a konfliktus kezdete óta. Megfigyelők arra figyelmeztettek, hogy a Trump-adminisztráció utolsó napjaiban Izrael és az Amerikai Egyesült Államok nagyobb intenzitással támadhatja Iránt. Ezzel soha nem látott segítséget nyújt Benjámín Netanjáhú izraeli miniszterelnöknek. Amerikai tisztviselők megerősítették, hogy az általuk nyújtott információkalapján került sor a támadásokra. Egyikük szerint Mike Pompeo külügyminiszter két nappal korábban egyeztette a tervet Washingtonban a Moszad vezetőjével, Yossi Cohenmel.
Izrael 2021. január 22-én egy újabb légi támadást hajtott végre az országban, Hamá városa mellett, ahol ismét egy négyfős család halt meg, ahol volt két gyermek is. Ez volt az első alkalom, hogy Izrael légi csapást mért Joe Biden elnöksége alatt.

## Következmények
Az SOHR azt jelentette, hogy iráni támogatású csapatok jelentek meg  al-Mayadin és Abu Kamal városokban, valamint a Szíria—Irán határ mentén. A régióban lévő megfigyelők szerint a milíciák helyszínt váltottak, és nekiálltak Mayadin közelépben is katonai járműveket telepíteni.
Attól félve, hogy Izrael ismét újabb támadást indít az iráni csapatok ellen, sokan átpártoltak az Oroszország által létrehozott  Ötödik Legénységhez.

## Reakciók
- Irán – A Forradalmi Gárda Kudsz Erőinek parancsnokhelyettese, Ahmad Karimkhani visszautasított több jelentést is, és tagadta, hogy az IRGC vagy a Fatimid tagjai közül bárkit is megöltek volna. Szerinte „hamis propagandáról” van szó. Hozzátette, hogy Izraelnek a Szíriában lévő IRCG bállások elleni támadása erős választ fog kiváltani.[13][14]
- Izrael – Izrael védelmi minisztere, Benny Gantz általánosságban kijelentette, hogy „Izrael éber marad határainál”. Ezen kívül megismételte, hogy Izrael lépéseket fog tenni mindenki ellen, aki csak kihívások elé állítja, legyenek akár közel, akár távol. „Nem ülünk ölbe tett kézzel.”[15] A településekért felelős miniszter, Tzachi Hanegbi úgy kommentálta, hogy "Izrael mindent megtesz azért, hogy Irán ne telepedjen be katonailag Szíriába.”[16]
- Liwa Fatemiyoun – A Fatimid Dandár parancsnoka tagadta, hogy meghalt volna valamelyik harcosuk a támadásokban, és azt mondta, csak szíriai állások ellen intéztek támadásokat. Így az ilyen híreket állító nyugati forrásokat hamisnak minősítette.[17][18]